# Luha (přítok Odry)
Luha (německy Großer Bach či Mühlbach) je říčka v okrese Přerov v Olomouckém kraji a v okrese Nový Jičín v Moravskoslezském kraji. Je to pravostranný přítok řeky Odry. Délka toku činí 29,2 km. Plocha povodí měří 95,6 km².

## Průběh toku

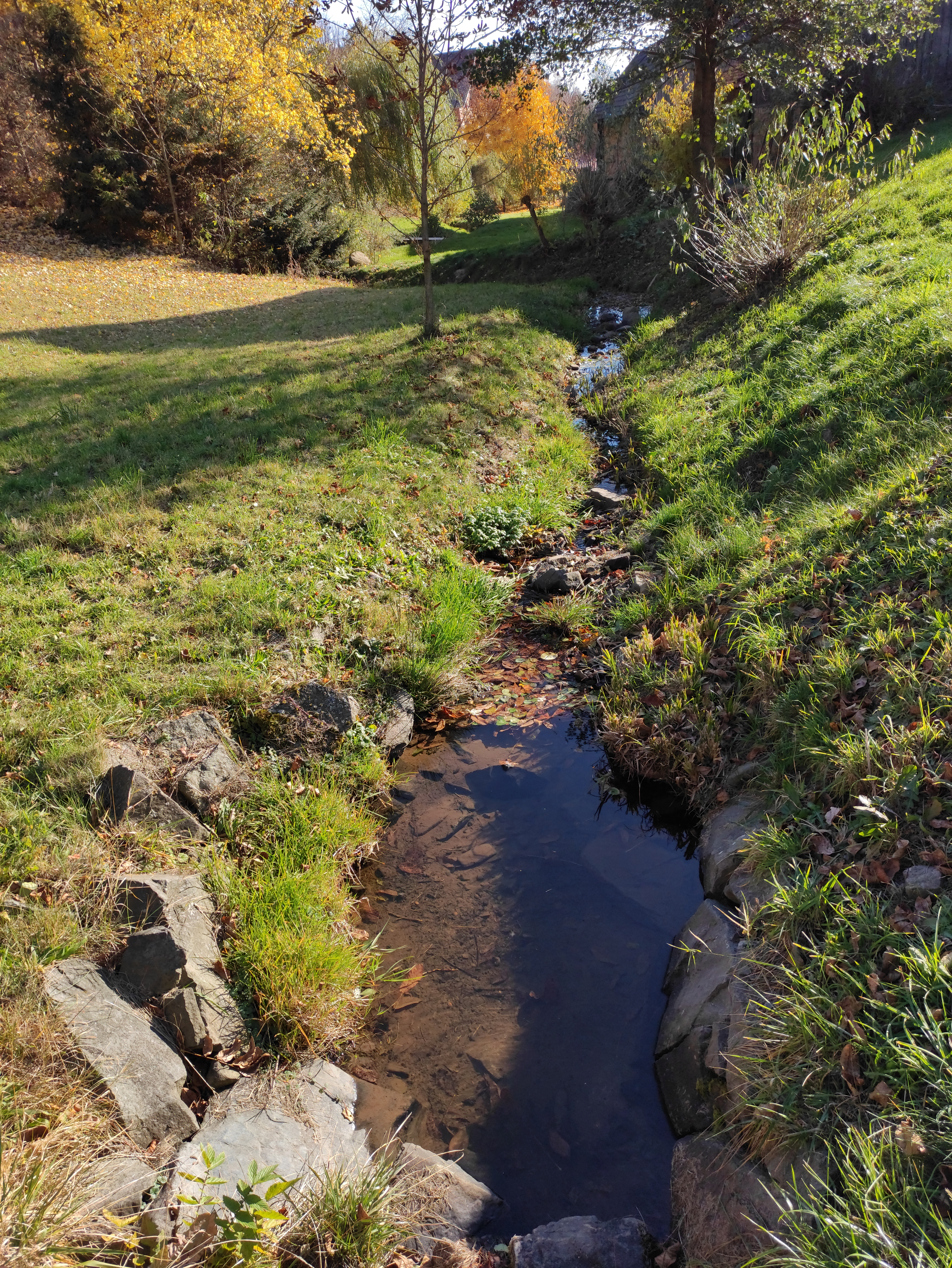
Luha v Jindřichově

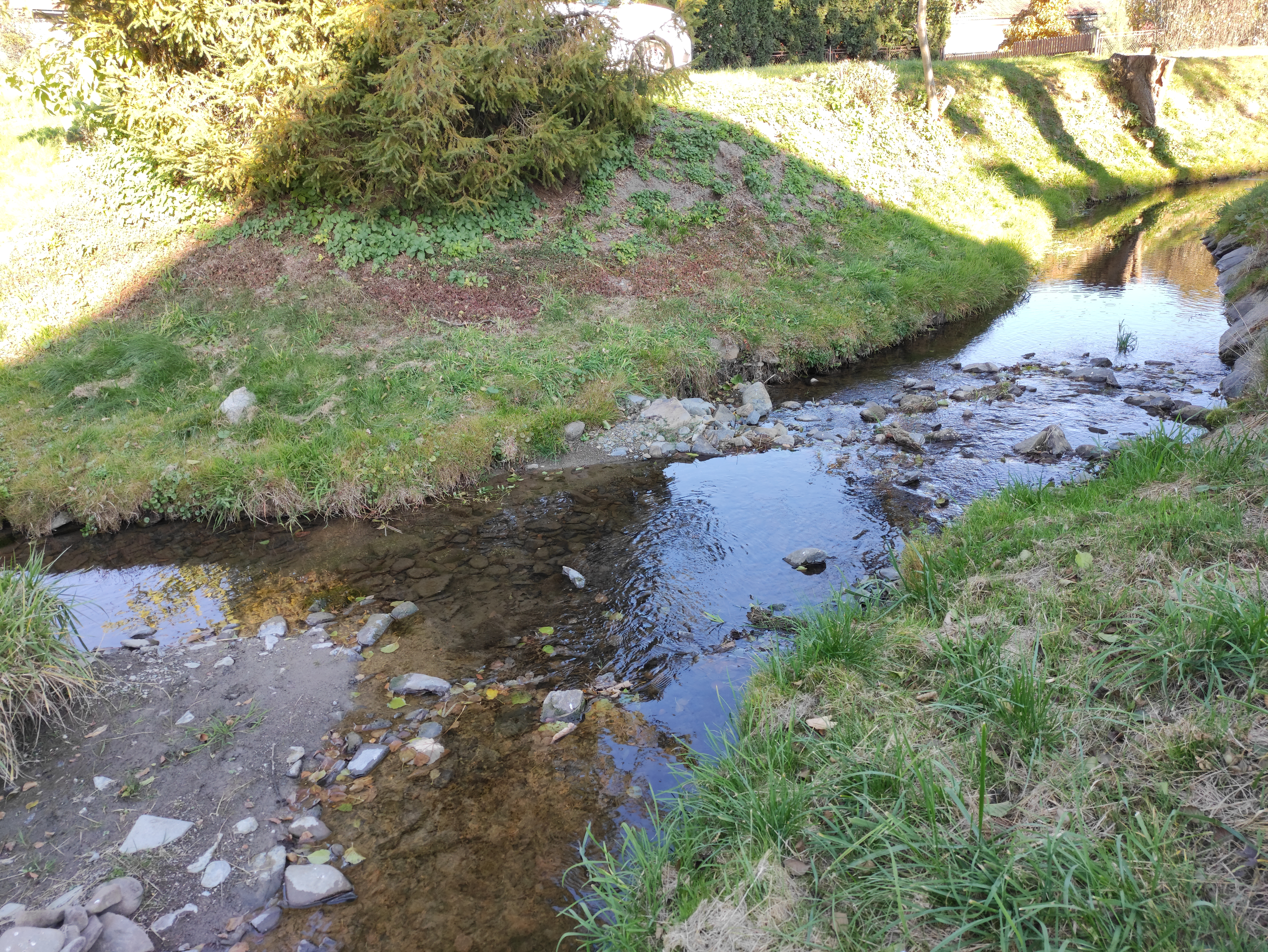
Soutok Luhy a Hradečného potoka

Luha pramení na západním úbočí vrchu Varta (590 m), severně od Jindřichova, v nadmořské výšce okolo 570 m. Nejprve teče jižním směrem k výše zmíněné obci, kterou protéká. Poté se stáčí na jihovýchod k Nejdku, kde přijímá zleva Hradečný potok. Pod tímto soutokem proudí jižním směrem k Bělotínu, kde ji posiluje nejprve zprava potok Doubrava a po několika stech metrech zleva Bělotínský potok. Od Bělotína teče říčka východním směrem k Polomi, kde napájí soustavu rybníků, pod níž přijímá zleva Lučický potok. Její tok se postupně obrací na sever, protéká osadou Polouvsí, pod kterou přibírá zprava potok nazývaný Rybník. Níže po proudu teče přes obec Jeseník nad Odrou, na jejímž severovýchodním okraji se vlévá do řeky Odry v nadmořské výšce 256 m.

### Větší přítoky
- Hradečný potok (hčp 2-01-01-052) – levostranný přítok s plochou povodí 10,7 km².[2]
- Doubrava (hčp 2-01-01-054) – pravostranný přítok s plochou povodí 6,0 km².[2]
- Bělotínský potok (hčp 2-01-01-056) – levostranný přítok s plochou povodí 8,2 km².[2]
- Lučický potok (hčp 2-01-01-058) – levostranný přítok s plochou povodí 5,6 km².[2]
- Rybník (nazývaný též Vlčnovský potok) (hčp 2-01-01-060) – pravostranný přítok s plochou povodí 15,9 km².[2]

## Vodní režim
Průměrný průtok u ústí činí 0,53 m³/s.

## Mlýny
- Čočkův mlýn – Pod Dědinou, Jindřichov, okres Přerov